# 皇家社會B隊
皇家社會B隊（西班牙語：Real Sociedad de Fútbol "B"）是一支位於巴斯克自治區聖塞巴斯蒂安的西班牙足球隊。1955 年成立，是皇家社會的預備隊，隊名中Sociedad在西班牙語中意為「社會」。
與英格蘭等國家不同，西班牙的預備隊與其高級球隊在同一個足球金字塔中比賽，而不是單獨的聯賽。但是，預備隊不能與他們的高級隊在同一分區比賽。因此，球隊沒有資格升級到主隊所在的西甲聯賽。預備隊也不再被允許進入西班牙國王盃。